# Klin (1379 m)
Klin (1379 m) – szczyt w zachodniej części Niżnych Tatr na Słowacji, w tzw. Grupie Salatynów. Znajduje się między szczytem Tlstá (1555 m) i przełęczą Ráztocké sedlo (1233 m). Stoki wschodnie opadają do doliny potoku o nazwie Tlstý potok, w kierunku zachodnim opada ze szczytu krótki grzbiet oddzielający doliny potoków Ráztočná i Machnatá.
Klin jest całkowicie porośnięty lasem. Przez jego szczyt biegnie granica Parku Narodowego Niżne Tatry; wschodnie stoki znajdują się w obrębie tego parku, zachodnie poza parkiem i należą do miejscowości Liptovská Lúžna.

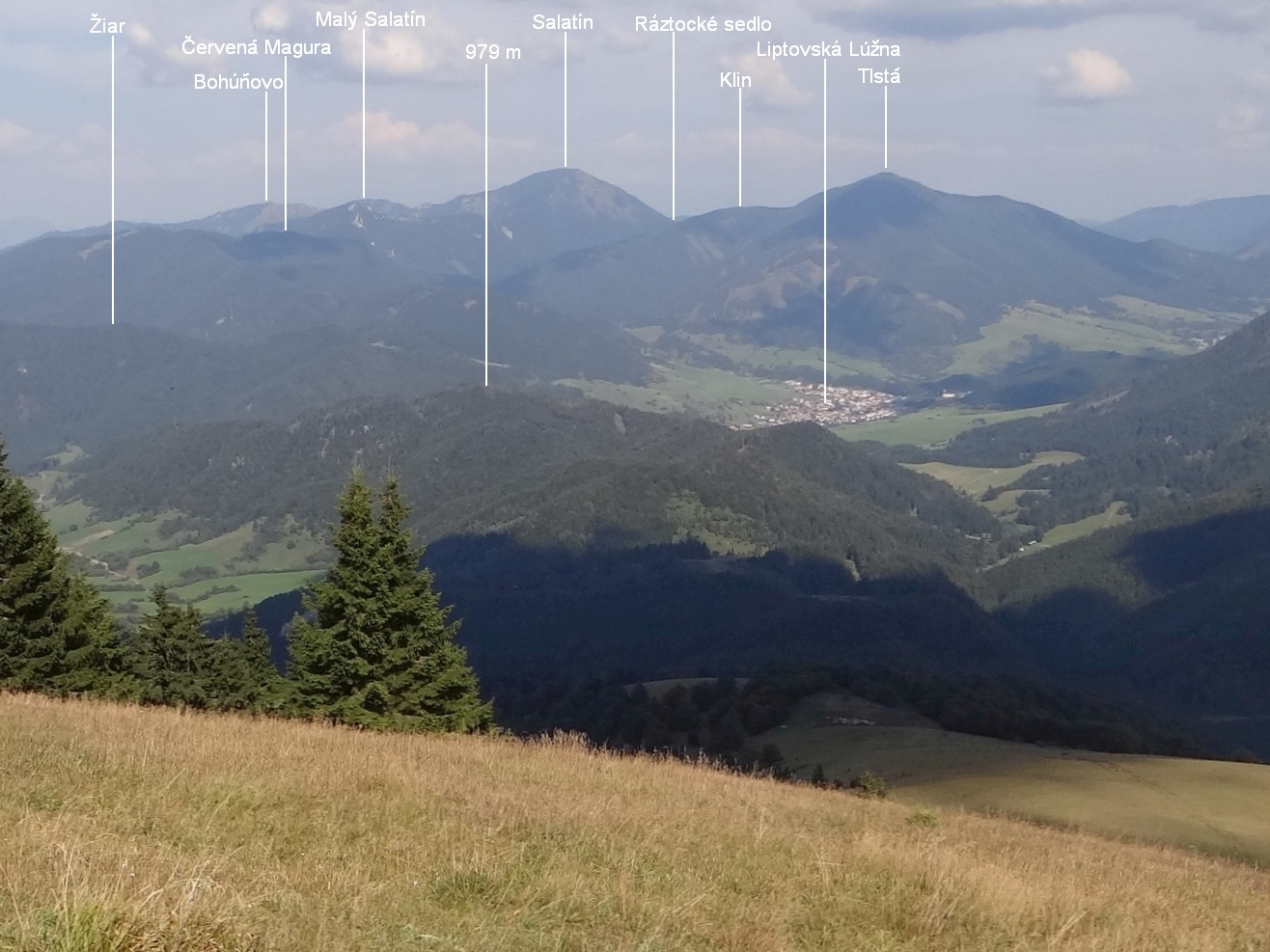
Widok ze szczytu Malý Zvolen